# Olimpija Riga
Olimpija Riga was een Letse voetbalclub uit de hoofdstad Riga.
Olimpija werd opgericht in 1992 als Kompar-Daugava. In 1993 werd de naam veranderd in Olimpia Riga. De club speelde in 1993 voor het eerst in de hoogste klasse en werd meteen tweede, na drie seizoenen degradeerde de club uit de hoogste klasse. In 1994 won de club de beker en mocht zo Europees voetbal spelen. In 1995 verlieten de meeste spelers de club omdat de bank die sponsor was failliet ging. De club maakte het seizoen af en eindigde op de 9e plaats maar werd na het seizoen 1994/95 opgeheven.

## Erelijst
- Beker van Letland
  - Winnaar: 1994

## Olimpia Riga in Europa
#Q = #kwalificatieronde, T/U = Thuis/Uit, W = Wedstrijd, PUC = punten UEFA coëfficiënten .
Uitslagen vanuit gezichtspunt Olimpia Riga
| Seizoen | Competitie   | Ronde | Land               | Club          | Totaalscore | 1e W    | 2e W    | PUC |
| ------- | ------------ | ----- | ------------------ | ------------- | ----------- | ------- | ------- | --- |
| 1994/95 | Europacup II | Q     | Vlag van Noorwegen | FK Bodø-Glimt | 0-6         | 0-6 (U) | 0-0 (T) | 1.0 |

Totaal aantal punten voor UEFA coëfficiënten: 1.0